# Іваничівський цукровий завод
Іваничівський цукровий завод - підприємство харчової промисловості у селищі міського типу Іваничі Іваничівського району Волинської області України.

## Історія
У 1948 році в селі Іваничі була створена сільськогосподарська артіль (надалі – колгосп «Ленінський шлях», який розпочав вирощування цукрових буряків). За колгоспу було відкрито відділення райсільгосптехніки. Розширення посівів буряків створило передумови створення тут цукрового заводу.
Наприкінці 1956 року тут було завершено будівництво першої черги цукрового заводу (разом з яким було збудовано робоче селище з більш ніж 40 одноповерхових та двоповерхових житлових будинків для 200 сімей працівників заводу, заводський Будинок культури, дитячі ясла, середню школу, амбулаторію, продовольчий та промтоварний магазини). На початку 1957 завод зробив перший цукор, а з осені 1957 почав працювати на повну потужність.
З початку існування завод надавав шефську допомогу колгоспу «Ленінський шлях» (робітники допомагали у проведенні польових робіт, організації культурно-масових заходів та ін.).
До складу підприємства входили лабораторія, станція перекачування іригаційних вод, станція хімічного очищення води, ремонтна майстерня, автоколона. До залізничної станції Іваничі від заводу було прокладено залізничну гілку завдовжки 3 км. Крім того, до заводу було збудовано шосейну дорогу.
Спочатку, планова переробна потужність заводу становила 9 тис. центнерів буряків на добу, незабаром вони були збільшені до 10 тис. центнерів за добу.
У роки семирічки на заводі було запроваджено понад 60 раціоналізаторських пропозицій, що дали економію у розмірі 960 тис. рублів . Таким чином, виробничий план 1962 року завод виконав на 108%, і бригаді І. Коновалюка було присвоєно почесне звання "бригада комуністичної праці". Надалі, на заводі було встановлено нове обладнання, і вже в 1965 всі виробничі процеси (від розвантаження сировини до зашивання мішків з цукром) були механізовані.
У цей час завод став одним із передових підприємств цукрової промисловості СРСР, він переробляв по 14,5 – 15 тис. центнерів сировини на добу, систематично перевиконуючи планові показники. Загалом за роки семирічки (1959 - 1965 рр.) завод виробив 280 тис. тонн цукру (замість 257 тис. тонн, встановлених планом). У 1966 році завод зробив понад план ще 14,4 тис. центнерів цукру. За трудові досягнення та раціоналізаторську діяльність слюсар А. І. Гусак був нагороджений орденом Леніна, П. І. Новосад та Г. Б. Прилуцький – орденами Трудового Червоного Прапора, ще п'ять працівників – медалями.
У 1967 році завод виробив 24 260 тонн цукру з цукрових буряків і 11 560 тонн цукру з цукрової тростини, у цей час його потужність забезпечувала переробку 16 тис. центнерів цукрових буряків на добу.
В цілому, за радянських часів цукровий завод входив до найбільших підприємств райцентру.
У травні 1995 року Кабінет Міністрів України ухвалив рішення про приватизацію заводу. Надалі, державне підприємство було перетворено на відкрите акціонерне товариство, а потім - на товариство з обмеженою відповідальністю.
Влітку 2003 року власники заводу вирішили не запускати виробництво.
У травні 2006 року господарський суд Волинської області визнав завод банкрутом і розпочалася процедура його ліквідації, але надалі виконання цього рішення було припинено.
Станом на початок травня 2017 року завод ставився до категорії діючих.
У жовтні 2018 року завод достроково зупинив переробку буряків до закінчення цукрового сезону, у 2019 році власники заводу ухвалили рішення про припинення переробки буряків та перетворення заводу на бурякоприймальний пункт.